# Big Maceo Merriweather
Big Maceo Merriweather, geboren als Major Merriweather (Atlanta, 31 maart 1905 - Chicago, 23 februari 1953), was een Amerikaanse bluespianist.

## Biografie
Al op jonge leeftijd speelde Merriweather piano in bars en dansevenementen in Atlanta. Op 19-jarige leeftijd verhuisde de familie naar Detroit, waar Merriweather werkte bij Ford. Hij trouwde met Hattie Spruel, met wie hij in 1941 naar Chicago verhuisde. Hier ontmoetten ze Big Bill Broonzy en Tampa Red, met wie Merriweather zijn eerste opnamen maakte. Onder de 14 opgenomen nummers was Worried Life Blues, die het bekendste nummer zou worden van Merriweather. Vele grootheden van de blues, waaronder Eric Clapton, hadden het nummer later opgenomen in hun repertoire of in hun eigen nummers verwerkt, zoals Little Walter en Muddy Waters.
Vervolgens speelden Merriweather en Tampa Red vaak samen, begeleid door drums en basgitaar. Deze formatie werd het basismodel van talrijke opvolgende bands, niet alleen in de blues.
Met de uitbraak van de Tweede Wereldoorlog was de succesvolle carrière aanvankelijk beëindigd. Merriweather keerde terug naar Detroit en trad echter nu en dan weer op met zijn oude collega's in Chicago. Na de oorlog begon hij weer uitgebreid op te treden, maar hij kreeg in 1946 een beroerte, die hem rechts verlamde. Bij zijn verdere optredens moest hij aan de piano worden ondersteund door o.a. Eddie Boyd en Otis Spann. In 1949 had hij een tweede beroerte. 

## Overlijden
Big Maceo Merriweather overleed in februari 1953 aan de gevolgen van een hartinfarct in Chicago. Hij werd bijgezet in Detroit. In 2002 werd Merriweather opgenomen in de Blues Hall of Fame en ook zijn nummer Worried Life Blues werd opgenomen in de Hall of Fame.
- Bibsys: 3002271
- Bibliothèque nationale de France: cb138915086 (data)
- Gemeinsame Normdatei: 135438012
- International Standard Name Identifier: 0000 0000 7103 6319
- Library of Congress Control Number: no96027751
- MusicBrainz: 8f6719e0-9a9c-4bf5-b8e2-b61c7d413cb5
- Nationale Bibliotheek van Tsjechië: xx0103349
- Virtual International Authority File: 64191045
- WorldCat: E39PBJrgFMpbw9V97xTTv983cP